# 纳撒尼尔·谢勒
纳撒尼尔·索斯盖特·谢勒（英語：Nathaniel Southgate Shaler；1841年2月20日—1906年4月10日），是一位美国古生物学家和地质学家，曾发表过大量有关神学和科学相牵连的进化论论文。

## 传记
谢勒1841年出生於肯塔基州纽波特，曾在哈佛大学劳伦斯科学学院“路易斯·阿加西”(Louis Agassiz)指导下学习，1862年毕业。1868年成为哈佛大学讲师，教授了近20年的古生物学(1869年至1888年)和近2年的地质学(1888年至1906年)。1891年始成为劳伦斯学院院长。1873年被聘为肯塔基州地质调查局(Kentucky Geological Survey)主任，直止1880年，他都一直非常致力于这项工作。1884年，他受聘为负责大西洋区的美国地质调查局地质专家。他也是马萨诸塞州不同年代的农业专员。1895年，出任美国地质学会主席。在美国南北战争期间，他还担任过两年联邦官员。
在早期职业生涯中，谢勒是一位神创论和反达尔文主义者。这主要出于对曾在哈佛帮助過他，卓越而又有些保守的阿加西的尊重。当他在哈佛大学的地位稳固后，谢勒逐渐在原则上接受了达尔文主义，但仍通过“新拉马克主义”(neo-Lamarckian)的视角来看待它。谢勒夸大了查尔斯·达尔文研究的蚯蚓成土作用对其他动物，如蚂蚁的重要性。同当时许多其他进化论者一样，谢勒将自然选择基本原则-机遇、偶然性和应变性结合在一起，形成一顺序、目的和进程图，其特点是認为进化是生物个体的努力，通过遗传而形成的。
谢勒也是一位蓄奴制度的代言者，并奉信盎格鲁-撒克逊种族的优越性。在他后来的职业生涯，谢勒继续支持阿加西的人种多元论，一种经常用来支持种族歧视的人类起源理论。1884年谢勒在《大西洋月刊》发表了“黑人问题”一文，声称将黑人从奴役中解放出来是“像把孩子丢进了树林中，需要强劲之手的旧保护”，因为随着他们的成长，其“兽性”会变得越来越强。而美国的奴隶制度已是“无限的温和，是有史以来最体面的奴隶制度。”。
在他后来的职业生涯，曾担任过哈佛大学科学院院长，被认为是大学最热门的老师之一。他一生发表过从测绘学到伦理学等各类篇幅长短不一的论文。
1906年4月10日，他在美国马萨诸塞州剑桥去世。

## 著作
- (1870)《南卡罗来纳州的磷矿床》.
- (1876–82)《肯塔基州地质调查》[6卷]
- (1876)《肯塔基州地质调查回忆录》.
- (1878)《知识产权的性质及对国家重要性的思考》.
- (1880)《波士顿历史纪念之波士顿及其周邊地区地质，.
- (1881)《地表的插图：冰川》[与威廉·莫里斯·戴维斯合著].
- (1884)《地质学第一书》.
- (1885)《联邦先锋-肯塔基州》[“美国联邦系列”].
- (1891)《美国的自然及人》.
- (1892)《大陆的故事》.
- (1893)《自然的解释》.
- (1894)《美利坚合众国》[2卷]
- (1895)《家养动物》.
- (1895)《道路的地质-马萨诸塞州石料建筑》.
- (1896)《美国高速公路》.
- (1898)《科德角区的地质》.
- (1898)《地球史纲要》.
- (1899)《纳拉甘西特盆地的地质》.
- (1900)《个体:生与死的研究》.
- (1903)《地球与月亮的特征对比》.
- (1904)《公民：个人与政府的研究》.
- (1904)《邻居》.
- (1905)《人与地球》.
- (1909)《纳撒尼尔·索斯盖特谢勒自传》.

小说
- (1903). 《英格兰的伊丽莎白:一部五幕浪漫戏》.

诗歌
- (1906). 《来自古老的原野: 内战之诗》.

## 延伸阅读
- Adams, Michael C.C. (1998). "'When the Man knows Death': The Civil War Poems of Nathaniel Southgate Shaler," The Register of the Kentucky Historical Society, Vol. 96, No. 1, pp. 1–28.
- Bladen, Wilford A. (1983). "Nathaniel Southgate Shaler and Early American Geography," in Pradyumna P. Karan (ed.), The Evolution of Geographic Thought in America: A Kentucky Root. Dubuque, Iowa: Kendall/Hunt Publishing Company.
- Berg, Walter (1957). Nathaniel Southgate Shaler: A Critical Study of an Earth Scientist. Ph.D. thesis, University of Washington.
- Davis, William M. (1906). "Nathaniel Southgate Shaler," Educational Foundations 17 (10), pp. 746–755.
- Koelsch, William A. (1979). "Nathaniel Southgate Shaler, 1841-1906", in T.W. Freeman & Philippe Pinchemel (ed.), Geographer: Bibliographical Studies, Vol. III. London: Mansell.
- Lane, A. C. (1926). "Nathaniel Southgate Shaler (1841-1906)," Proceedings of the American Academy of Arts and Sciences, Vol. 61, No. 12, pp. 557–561.
- Livingstone, D. N. (1980). "Nature and Man in America: Nathaniel Southgate Shaler and the Conservation of Natural Resources," Transactions of the Institute of British Geographers, New Series, Vol. 5, No. 3, pp. 369–382.
- Thayer, William Roscoe (1906). "Nathaniel Southgate Shaler," The Harvard Graduates Magazine 15, pp. 1–9.
- Warner, Langdon (1906). "Nathaniel Southgate Shaler," The World's Work 12, pp. 7676–7677.